# Aeroportul Douglas Lake
Aeroportul Douglas Lake (IATA: DGF) este un aeroport din Columbia Britanică, Canada.
Situat la o altitudine de 823 m, aeroportul dispune de o singură pistă.